# 巴赫冰架

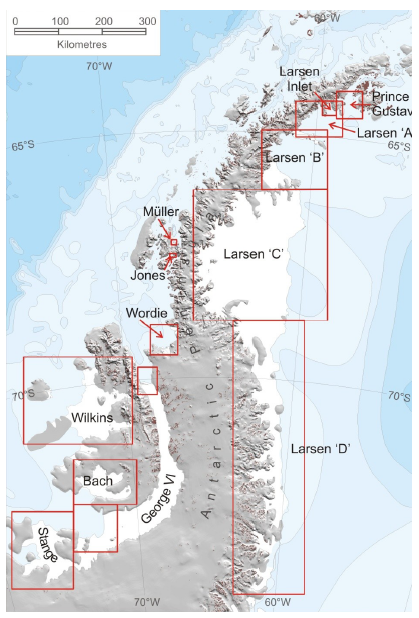

72°S 72°W / 72°S 72°W
巴赫冰架（英語：Bach Ice Shelf）是南極洲的冰架，位於貝多芬半島南面和蒙泰韋爾迪半島北面，長72公里，該冰架以德國作曲家巴赫命名，是2009年5座面積沒有正在縮小的南極半島冰架之一。